# 姜翰
姜翰，RCM皇家音乐学院荣誉院士；施坦威艺术家；Naxos Records 签约演奏家；CMC加拿大国家音乐中心签约作曲家；PRIME 环太平洋国际音乐教育协会常务理事；

## 外部連結
RCM院士 -- 姜翰 Edward HAN JIANG （页面存档备份，存于）
施坦威艺术家 -- 姜翰 （页面存档备份，存于）
Naxos Records -- Edward HAN JIANG （页面存档备份，存于）